# Le Moniteur algérien
 (novembre 2016).
 (février 2012).
Si vous disposez d'ouvrages ou d'articles de référence ou si vous connaissez des sites web de qualité traitant du thème abordé ici, merci de compléter l'article en donnant les références utiles à sa vérifiabilité et en les liant à la section « Notes et références ».
Le Moniteur algérien est le deuxième journal publié en Algérie, après L'Estafette d'Alger. Le 3 premiers numéros sont datés du 27 janvier 1832. Le journal est  bilingue : français et arabe, la partie en langue arabe resta lithographiée jusqu'au no 26 du 28 juillet 1832, date à laquelle apparut la conception en caractères arabes d'imprimerie. Sa conception est analogue au style des journaux du même genre apparaissant au Moyen-Orient.
C'est le baron Pichon, l'Intendant civil de l'Algérie qui est à l'origine de sa création. Celui-ci jugeait qu'il devenait nécessaire d'établir un moyen régulier de publication.
Le format était grand in-8° et ne devient in-folio qu'en 1855, il était composé à ses débuts à l'Imprimerie du Gouvernement Général, 29, rue Jénina (dans la Basse-Casbah) puis aux 55-57, rue de la Charte et enfin rue des Lotophages (dans le quartier de la Marine). Il paraissait à peu près une fois par semaine avec deux pages à ses débuts puis passait à six pages.
La publication s'arrête le 30 septembre 1858 au no 1647, à la suite de la création du ministère de l'Algérie et des Colonies qui remplaça éphémèrement le Gouverneur Général. Le Moniteur de l'Algérie prend sa suite de 1861 à 1872.